# Argema mittrei
Argema mittrei (возможное русское название — мадагаскарская комета) — очень крупная ночная бабочка из семейства павлиноглазок (Saturniidae). Изображение бабочки присутствует на банкноте достоинством 5000 малагасийских франков (ариари) (денежная единица государства Мадагаскар), образца 1995 года.

## Описание

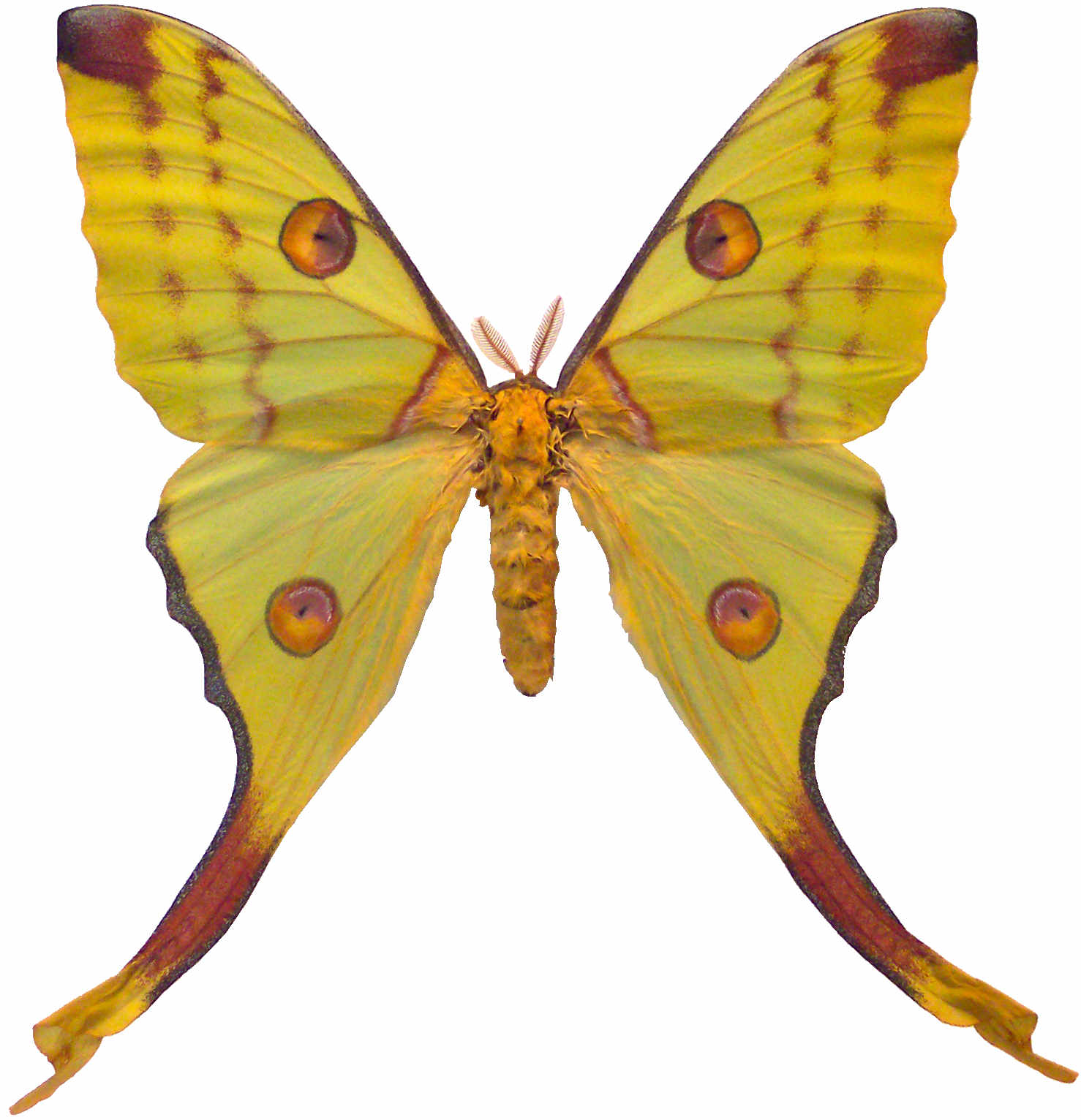
Самка

Размах крыльев 140-180 мм. Самки крупнее и массивнее самцов. Окраска крыльев ярко-жёлтая. На каждом крыле находится по одному крупному «глазку» коричневого цвета с чёрной точкой в центре. Вершины крыльев с буро-чёрным пятном. По наружному краю нижнего крыла проходит узкая серо-чёрная кайма. Также по крыльям проходит красновато-коричневый волнистый узор. Нижние крылья с длинными «хвостиками», длина которых у самцов может достигать до 16 см.
У самки передние крылья шире и более округлые. Хвостики на задних крыльях до 8 см длиной, и примерно в 2 раза шире, чем у самцов. Брюшко крупное, бочкообразное.
Усики самца крупные, перистые. Ротовые органы и у самок и у самцов редуцированы, бабочки не питаются и живут за счёт питательных веществ, накопленных в стадии гусеницы. Продолжительность жизни бабочек составляет 4-5 дней.

## Жизненный цикл
Самка откладывает 120—170 яиц. Кормовые растения гусениц: Weinmania eriocampa, Uapaca sp., Eugenia cuneifolia, Sclerocarya caffra. Также развитие гусениц может происходить на следующих кормовых растениях: Rhus cotinus, Eucalyptus gunnii, Pistacia terebinthus, Pistacia lentiscus, Rhus copallina, Rhus laurina, Rhus toxicodendron, Rhus typhina, Schinus molle, Schinus terebinthifolius, Mimosa sp. и Liquidambar styraciflua.
Argema mittrei легко разводить в неволе для нужд коллекционеров бабочек.

## Ареал
Эндемик Мадагаскара. Бабочки населяют влажные тропические леса.

## Галерея

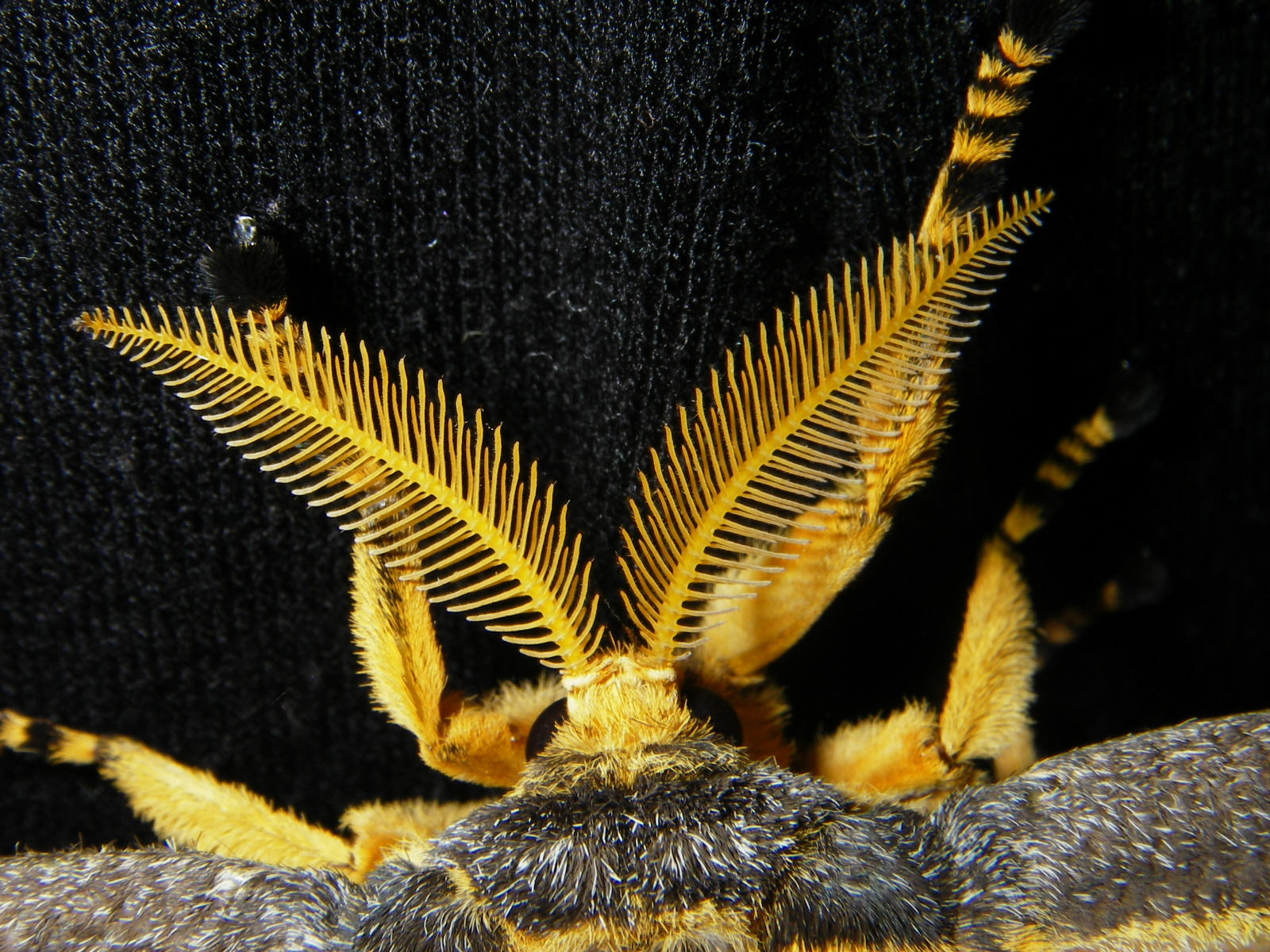
Голова
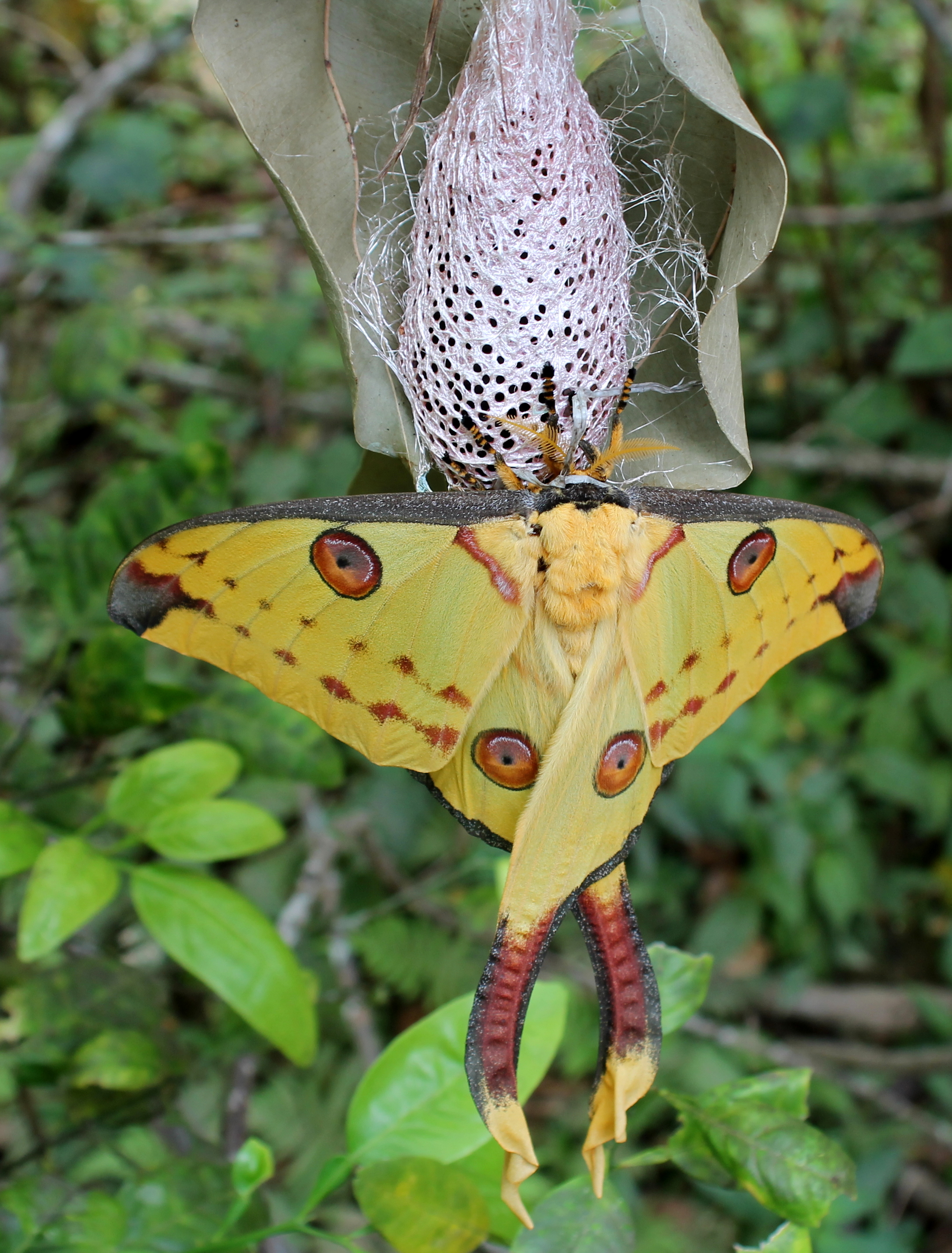
Бабочка на коконе
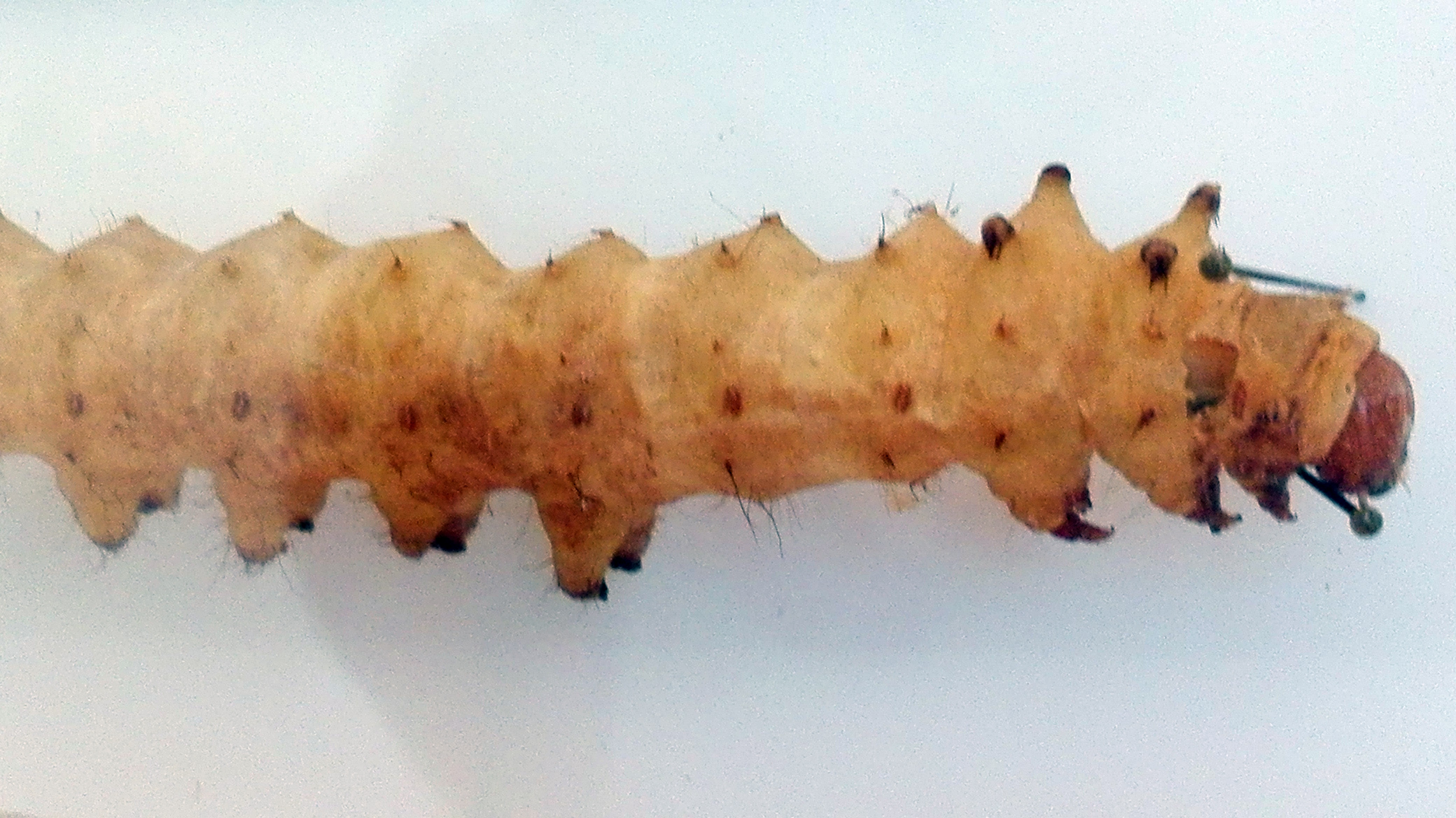
Гусеница
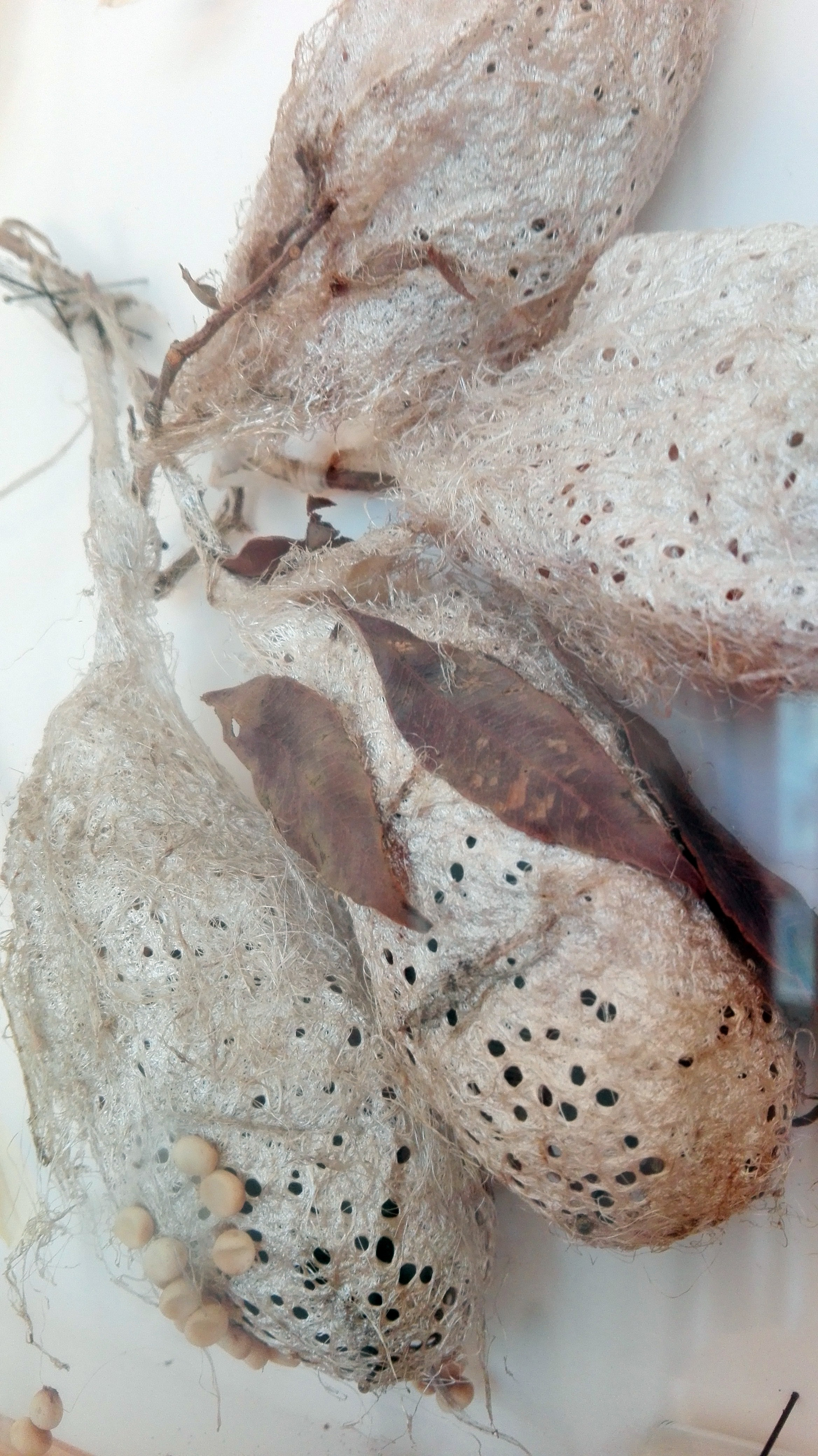
Яйца
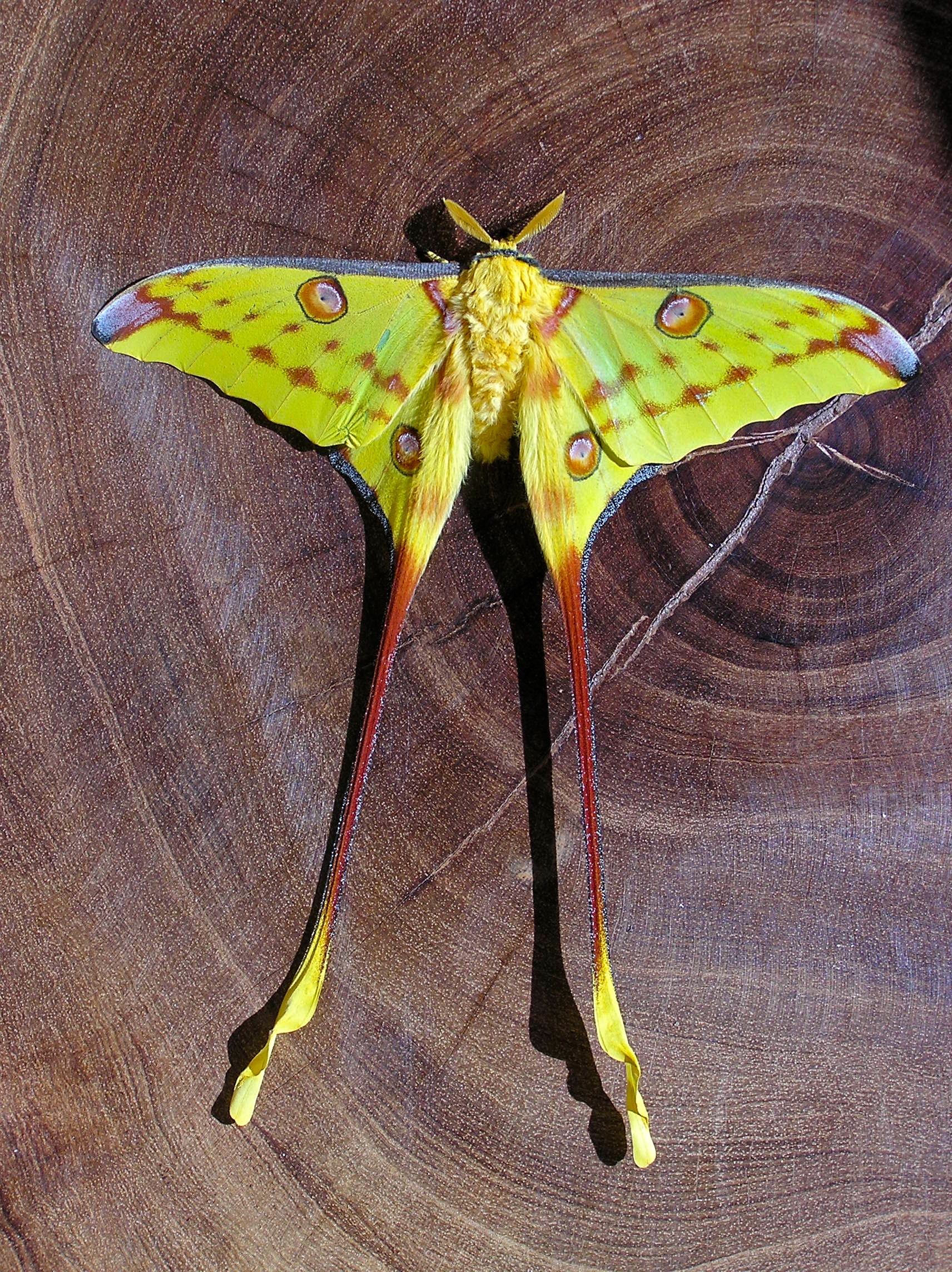
Самец